# Cynorkis laxiflora
Cynorkis laxiflora är en orkidéart som först beskrevs av Carl Ludwig von Blume, och fick sitt nu gällande namn av Théophile Alexis Durand och Schinz. Cynorkis laxiflora ingår i släktet Cynorkis, och familjen orkidéer.
Artens utbredningsområde är Réunion. Inga underarter finns listade i Catalogue of Life.